# Lepidotheca tenuistylus
Lepidotheca tenuistylus är en nässeldjursart som först beskrevs av Hjalmar Broch 1942.  Lepidotheca tenuistylus ingår i släktet Lepidotheca och familjen Stylasteridae.
Artens utbredningsområde är Indiska oceanen. Inga underarter finns listade i Catalogue of Life.